# Charles Goodell
Charles Ellsworth Goodell Jr. (ur. 16 marca 1926 w Jamestown, zm. 21 stycznia 1987 w Waszyngtonie) – amerykański polityk, członek Partii Republikańskiej.

## Działalność polityczna
W okresie od 26 maja 1959 do 3 stycznia 1963 przez dwie kadencje był ostatnim przedstawicielem 43. okręgu, a od 3 stycznia 1963 do 9 września 1968 przez trzy kadencje przedstawicielem 38. okręgu wyborczego w stanie Nowy Jork w Izbie Reprezentantów Stanów Zjednoczonych. Od 10 września 1968 do 3 stycznia 1971 był senatorem Stanów Zjednoczonych z Nowego Jorku (1. klasa).